# Maximes capitales
Les Maximes capitales (en grec ancien : Κύριαι Δόξαι, en latin : Ratae sententiae) sont une œuvre majeure d'Épicure, sous forme d'aphorismes.

## Présentation générale
Les Maximes capitales sont un ensemble de 44 maximes rédigées par Épicure. Les Maximes sont l'une des plus grandes œuvres du philosophe du Jardin. Elles posent les bases de l'épicurisme, qui se veut une sagesse pratique. Elles portent principalement sur des principes éthiques, et sont écrites sous forme de préceptes.
Ces Maximes nous sont en partie parvenues grâce à Diogène Laërce.

## Résumé

### Éthique
Épicure soutient qu'il est indigne, pour un homme, de se mettre en colère, car cette dernière ne montre que sa faiblesse.
Il rappelle les principes du tetrapharmakon, selon laquelle la mort n'est pas à craindre, car « ce qui est une fois dissolu n'a point de sentiment ».

### Vie de plaisir
Le plaisir est défini négativement comme la « privation de douleur », c'est-à-dire comme opposé du mal et de la tristesse. Un plaisir qui mène à la souffrance n'en est pas réellement un.
La vie bonne est une vie qui est impossible « sans la prudence, sans honnêteté et sans la justice ». Il faut pratiquer ces vertus pour vivre une vie de plaisir. La vie de plaisir est une vie où l'on ne cède pas aux « impressions ridicules des fables », c'est-à-dire qu'on ne tremble pas « à la vue des prodiges de la nature », et on ne s'alarme pas de « tous les évènements de la vie ».
Cette vie de plaisir est surtout possible lorsque l'homme vit avec « des hommes de même tempérament et de même opinion ». C'est avec eux qu'on trouve « de la sûreté dans leur société ; cette disposition réciproque d’humeurs et des esprits a été le gage solide de leur union ; elle a fait la félicité de leur vie ; ils ont eu les uns pour les autres une étroite amitié, et n’ont point regardé leur séparation comme un sort déplorable ».

### Sagesse et utilisation des sens
Épicure questionne la figure du sage. Il « ne peut jamais avoir qu'une fortune très médiocre », mais il a un esprit élevé, et est en cela au-dessus des autres. Dès lors, le sage ne doit pas rejeter ce que lui apprennent les sens comme moyen de perception, car alors, « vous n’aurez aucun moyen de discerner la vérité d’avec le mensonge ».

### Relations entre homme et ami
Le philosophe aborde le sujet de l'ami et de l'amitié. Un véritable ami, dit-il, est la plus considérables des « choses que la sagesse nous donne pour vivre heureusement ».

### Relations entre homme et animal
L'animal, lui, n'est pas l'ami de l'homme : « On n’est ni juste envers les hommes, ni injuste envers les animaux, qui, par leur férocité, n’ont pu vivre avec l’homme sans l’attaquer et sans en être attaqués à leur tour. Il en est de même de ces nations avec qui on n’a pu contracter d’alliance pour empêcher les offenses réciproques ».

### Philosophie politique
Le philosophe expose sa théorie contractualiste de la Cité : elle n'est pas au nombre des choses naturelles, mais est au contraire le fruit d'un contrat passé par les hommes. Ainsi, la justice est relative à chaque contrat : « La justice n’est rien en soi ; la société des hommes en a fait naître l’utilité dans les pays où les peuples sont convenus de certaines conditions pour vivre sans offenser et sans être offensés ».